# جون كارلسون (عالم أحياء)
جون كارلسون (بالإنجليزية: John Carlson)‏ هو عالم أحياء أمريكي، ولد في 16 أكتوبر 1955.